# Nils Gustaf von Lagerheim
Nils Gustaf von Lagerheim (Estocolmo, 10 de Outubro de 1860 —  Djursholm, 2 de Janeiro de 1926) foi um botânico, pteridólogo, micólogo, algólogo, professor e explorador que é reconhecido como o fundador da palinologia, tendo introduzido o uso de análises de pólen que depois foram desenvolvidas por Ernst Jacob Lennart von Post (1884-1951).